# Livestream (Oscar and the Wolf)
Livestream is een nummer van de Belgische electropopband Oscar and the Wolf uit 2021. Het is de derde single van hun derde studioalbum The Shimmer.
"Livestream" is een rustig nummer met een dromerig geluid. Het nummer werd een bescheiden hit in België, waar het een 46e positie bereikte in de Vlaamse Ultratop 50. Hiermee was het net iets succesvoller dan voorganger James. 